# یانوش هارماتا
یانوش هارماتا (به مجاری: Harmatta János) زبان‌شناس اهل مجارستان بود که سفال‌نبشته‌ها و پاپیروس‌های اشکانی دورا اروپوس را توصیف کرد و نخستین کسی بود که سنگ‌نوشتهٔ باختری را رمزگشایی کرد.

## زندگی علمی
وی مدرک کارشناسی ارشد خود را در رشتهٔ زبان‌های مجاری، لاتین و یونانی و دکتری را در رشتهٔ زبان‌شناسی هندواروپایی دریافت کرد و از سال ۱۹۴۷ میلادی شروع به تدریس در دانشگاه اوتوش لوراند در بوداپست کرد. هارماتا از سال ۱۹۷۰ عضو و معلم فرهنگستان علوم مجارستان بود؛ همچنین بین سال‌های ۱۹۷۳ تا ۱۹۸۶ نیز در آن سمت معاونت داشت. وی در عین حال عضو فرهنگستان علوم اتریش و فرانسه نیز بود.
در فیلولوژی، باستان‌شناسی و سکه‌شناسی تبحر داشت ولی زمینه اصلی مورد علاقه او، زبان‌های ایرانی و هندوایرانی بود. هارماتا دارای تک‌نگاشتی دربارهٔ اطلاعات هرودوت در مورد سکاها است و در آثار هرودوت تخصص داشت. علاوه بر این، او سهم بسزایی در تشکیل گروه ایران‌شناسی در دانشگاه اِلته داشت.

## آثار
- Harmatta János (1917–2004): Forrástanulmányok Herodotos Skythika-jához = Quellenstudien zu den Skythika des Herodot / írta Harmatta János
- Ferenczy Endre (1912–1990): Az ókori Róma története : [egyetemi tankönyv] / Ferenczy Endre, Maróti Egon, Hahn István ; szerk. Harmatta János
- Szabó Miklós (1940–): Hellasz fénykora: Görögország az i. e. V. században / Szabó Miklós ; [a szövegben szereplő prózai idézetek Devecseri Gábor et al. fordításai]
- Studies in the sources on the history of Pre-Islamic Central Asia / [by R. Ghirshman … et al.] ; ed. by J. Harmatta
- Prolegomena to the sources on the history of Pre-Islamic Central Asia / [by P. Aalto … et al.] ; ed. by J. Harmatta
- Harmatta J. Studies on the history of the Sarmatians (англ.). — Budapest: Pázmány Péter Tudományegyetemi Görög Filológiai Intézet, 1950. — 131 p.
- Harmatta János (szerk.): Ókori Keleti Történeti Chrestomathia (ÓKTCh)Bp. 2003.(Osiris Kiadó)